# Zsigmond Kelevitz
Zsigmond Kelevitz (* 1. ledna 1954) je bývalý australský zápasník, volnostylař. Od roku 1976 třikrát startoval na olympijských hrách. Nejlepšího umístění dosáhl v roce 1984 na hrách v Los Angeles, kde vybojoval v kategorii do 68 kg páté místo. V roce 1982 a 1986 vybojoval stříbro na hrách Commonwealthu. V roce 1990 zvítězil na mistrovství Oceánie.